# 艾布 (北部省)
艾布（法語：Aibes，法語發音：[ɛb] ⓘ）是法国上法兰西大区北部省的一个市镇，位于该省东部，属于埃尔普河畔阿韦讷区。

## 地理
艾布（50°14'11"N, 4°5'35"E）面积9.23 平方千米，位于法国上法蘭西大區北部省，该省份为法国最北部的省份及最长的省份，西北濒北海，西接加来海峡省，南至埃纳省和索姆省，东与比利时接壤。
与艾布接壤的市镇（或旧市镇、城区）包括：科勒雷、库索尔、基耶沃隆、奥布勒希、舒瓦西、索尔里讷、贝雷勒。
艾布的时区为UTC+01:00、UTC+02:00（夏令时）。

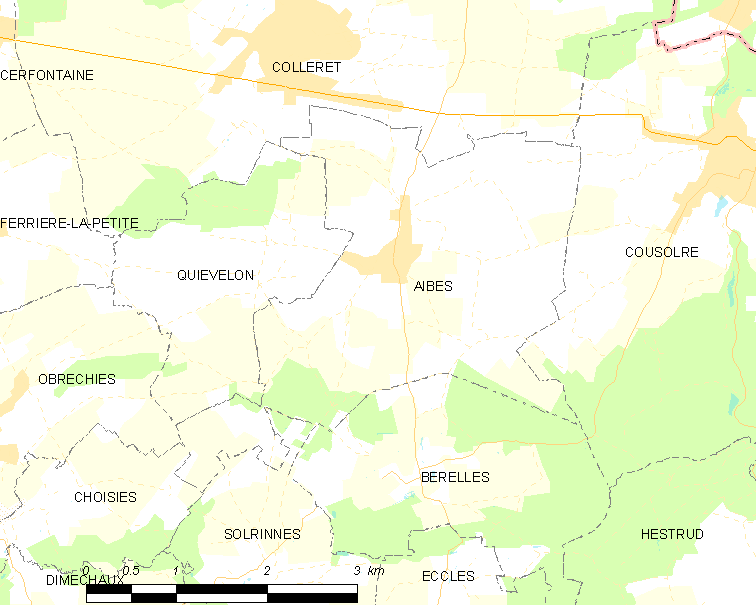
艾布的OSM定位图

## 行政
艾布的邮政编码为59149，INSEE市镇编码为59003。

## 政治
艾布所属的省级选区为富尔米县。

## 人口

1962-2008年间艾布人口变化图示

艾布于2022年1月1日时的人口数量为357人。